# Christoph Pfaffenberger
Christoph Pfaffenberger (ur. 1903, zm. ?) – zbrodniarz hitlerowski, członek załogi niemieckiego obozu koncentracyjnego Mauthausen-Gusen i SS-Scharführer.

## Życiorys
Członek NSDAP i Waffen-SS (od 28 marca 1940). Od 14 maja 1940 do 8 maja 1941 sprawował różne funkcje w Gusen I, podobozie KL Mauthausen. Początkowo do 30 sierpnia 1941 pełnił służbę jako strażnik, następnie od 16 grudnia 1941 do 19 marca 1943 dowodził oddziałem wartowniczym. Od marca do sierpnia 1943 Pfaffenberger dowodził plutonem wartowniczym i szkolił rekrutów SS. Wreszcie od września 1943 do 8 maja 1945 był sierżantem w kompanii wartowniczej. Wielokrotnie znęcał się nad więźniami i schwytanymi spadochroniarzami amerykańskimi, bijąc ich między innymi kijem. Niektóre z jego ofiar były pobite tak ciężko, iż musiały być hospitalizowane.
Za znęcanie się nad podległymi mu więźniami Pfaffenberger został skazany w procesie załogi Mauthausen-Gusen (US vs. Georg Bach i inni) na 10 lat pozbawienia wolności.